# Chattanooga (Oklahoma)
Chattanooga és un poble dels Estats Units a l'estat d'Oklahoma. Segons el cens del 2000 tenia 432 habitants.

## Demografia
Segons el cens del 2000, Chattanooga tenia 432 habitants, 170 habitatges, i 114 famílies. La densitat de població era de 340,4 habitants per km².
Dels 170 habitatges en un 32,4% hi vivien nens de menys de 18 anys, en un 50% hi vivien parelles casades, en un 13,5% dones solteres, i en un 32,4% no eren unitats familiars. En el 31,2% dels habitatges hi vivien persones soles el 14,1% de les quals corresponia a persones de 65 anys o més que vivien soles. El nombre mitjà de persones vivint en cada habitatge era de 2,54 i el nombre mitjà de persones que vivien en cada família era de 3,14.
Per edats la població es repartia de la següent manera: un 28,9% tenia menys de 18 anys, un 6,7% entre 18 i 24, un 30,3% entre 25 i 44, un 22,2% de 45 a 60 i un 11,8% 65 anys o més.
L'edat mediana era de 34 anys. Per cada 100 dones de 18 o més anys hi havia 94,3 homes.
La renda mediana per habitatge era de 26.944 $ i la renda mediana per família de 38.750 $. Els homes tenien una renda mediana de 24.545 $ mentre que les dones 19.821 $. La renda per capita de la població era de 12.989 $. Entorn del 7,1% de les famílies i el 13,2% de la població estaven per davall del llindar de pobresa.

## Poblacions més properes
El següent diagrama mostra les poblacions més properes.